# Arroyo de Muñó
Arroyo de Muñó es una localidad del municipio burgalés de Estépar, en la comunidad autónoma de Castilla y León (España). 
La iglesia está dedicada a san Martín Obispo.

## Localidades limítrofes
Confina con las siguientes localidades:
- Al norte con Villavieja de Muñó.
- Al este con Quintanilla-Somuñó.
- Al suroeste con Mazuela y Torrepadierne.
- Al noroeste con Celada del Camino.

## Demografía
Evolución de la población
| Gráfica de evolución demográfica de Arroyo de Muñó entre 2000 y 2017 |
|                                                                      |
| Población de derecho (2000-2017) según el padrón municipal del INE   |

## Historia
Así se describe a Arroyo de Muñó en el tomo III del Diccionario geográfico-estadístico-histórico de España y sus posesiones de Ultramar, obra impulsada por Pascual Madoz a mediados del siglo XIX:

Lugar con ayuntamiento en la provincia, administración de rentas, partido judicial, audiencia territorial, capitanía general y diócesis de Burgos (4 leguas); Situado en el fondo de 1 cordillera cerca de la margen izquierda del río Arlanzón, donde le combaten principalmente los vientos del NO y SO; su clima es saludable; tiene 40 casas, además de la municipal construida toda de piedra de sillería con su atrio de la mayor magnificencia; 1 escuela de instrucción primaria incompleta, poco concurrida y dotada por los fondos de propios con 20 fanegas de trigo anuales; y 1 iglesia parroquial bajo la advocación de San Martín, servida por 1 cura párroco y 1 sacristán. Se halla unida con la de Santa María de Muño y Villavieja, siendo de advertir que la de Santa María es la más antigua y matriz de toda la vicaría de Can de Muño. Fuera del pueblo se encuentra un hermoso paseo arbolado llamado Ortal; y 2 fuentes de exquisitas aguas, de las cuales se surten los vecinos. El término es uno y común con los de Santa María, Villavieja y Quintanilla; le bañan los ríos Arlanzón y Hontoria con sus márgenes pobladas de árboles; llevan su curso por el pueblo de Villavieja, Granjas de Pelillo y Santiuste, dando impulso a diferentes molinos harineros. El terreno es frondoso y ameno con 2 fértiles vegas y montes poblados de encinas en Quintanilla de Somuño, Santiuste, Torre y Estepar; a la derecha hay una partida llamada la Muela en una cumbe elevada y muy peñascosa con llanuras por todos lados de más de 2 leguas de extensión, desde cuyo punto se divisa mucha tierra, lo que la hace amenísima; esta cumbre se halla adornada de 1 monte que produce toda clase de caza, y abundancia de yerbas. Hay caminos para Pampliega, Burgos, y la ribera de Aranda, los cuales se conservan en buen estado. El correo se recibe en Pampliega por valija y entra y sale los domingos y jueves; Producciones: mucho trigo de varias especies, centeno, cebada, ricas legumbres y lino; cría ganado lanar y vacuno; y pesca de truchas, anguilas y barbos; Población: 16 vecinos, 64 almas. Capital productivo: 1.134.420 reales. Imponible: 109.965. Contribución: 1.402 reales 23 maravedíes. El presupuesto municipal asciende a 900 reales anuales y se cubre con los productos de propios, supliéndose el déficit por reparto vecinal.
Diccionario geográfico-estadístico-histórico de España y sus posesiones de Ultramar